# Amirafra
Amirafra – rodzaj ptaków z rodziny skowronków (Alaudidae).

## Występowanie
Rodzaj obejmuje gatunki występujące w Afryce.

## Morfologia
Długość ciała 13–17 cm; masa ciała 21–42 g.

## Systematyka
Rodzaj zdefiniował w 1906 roku rosyjski ornitolog Walentin Bianki na łamach czasopisma „Izwiestija Impieratorskoj Akadiemii Nauk”. Na gatunek typowy Bianki wyznaczył (oryginalne oznaczenie) skowrońca obrożnego (A. collaris). 

### Etymologia
Amirafra: gr. negatywny przedrostek α- a-; rodzaj Mirafra Horsfield, 1821 (skowroniec).

### Podział systematyczny
Do rodzaju należą następujące gatunki:
- Amirafra collaris (Sharpe, 1896) – skowroniec obrożny
- Amirafra angolensis (Bocage, 1880) – skowroniec angolski
- Amirafra rufocinnamomea (Salvadori, 1866) – skowroniec cynamonowy